# Primirje u Pečuhu 1495.
Primirje u Pečuhu bio je mirovni sporazum između hrvatsko-ugarskog kralja Vladislava II. s jedne strane, te Osmanlija s druge.[potpisnik(ci) nepoznat]
Sklopljen je u ugarskom gradu Pečuhu 27. ožujka 1495.

## Uvodne okolnosti
Okolnosti koje su mu prethodile bile su višegodišnji turski nasrtaji kojima nesposobni i slabi hrvatsko-ugarski kralj Vladislav II. nije bio sposoban othrvati se. Zbog toga je bio iznimno neomiljen među vlastelom, jer su brojni plemići čiji su posjedi bili blizu granice, ali i dublje, ostali nezaštićeni. 
S druge strane, Vladislavova slabost bila je mamac ojačalim velikašima koji su vidjeli prigodu za mogući put do prijestolja. 
Pohod iz 1494. kad su Turci kod Mitrovice prešli Savu rezultirao je odvođenjem 7000 zarobljenika iz požeškog, samoborskog i zagorskog kraja. Uz to, kralj nije rješavao turske upade, nego je zbog svog egoizma još udarao na velikaše koji ga nisu uzdizali. Listopada 1494. krenuo je u dvomjesečni uspješni pohod na hercega Lovru Iločkoga. Tako se umjesto udariti na Turke, unutarnjim je trvenjima slabio kraljevstvo, ignoriravši traženja palatina Stjepana Zapolje. 
U samoj Hrvatskoj bilo je očajno financijsko stanje za izdržavanje ratnih troškova. Južno od Save i Kupe nikakve se ratne daće nije pobiralo, jer su te krajeve Turci gotovo uništili, a u sjevernoj Hrvatskoj samo polovica „izvanredne daće". 
Zbog svega toga kralj je uvidio da nije u stanju odolijevati osmanskim napadima te je dogovorio primirje.

## Mirovni uvjeti
Mirovni uvjeti bili su među ostalima ovi:

- primirje je na tri godine

- puštanje zasužnjenih hrvatskih boraca koje su Osmanlije zarobili u Krbavskoj bitci 1493. godine